# Olympische Sommerspiele 1976/Teilnehmer (Argentinien)
| Gelbes Symbol für Goldmedaillen mit stilisierten Olympischen Ringen | Graues Symbol für Silbermedaillen mit stilisierten Olympischen Ringen | Braundes Symbol für Bronzemedaillen mit stilisierten Olympischen Ringen |
| ------------------------------------------------------------------- | --------------------------------------------------------------------- | ----------------------------------------------------------------------- |
| —                                                                   | —                                                                     | —                                                                       |

Argentinien nahm an den Olympischen Sommerspielen 1976 in Montreal mit einer Delegation von 69 Athleten (65 Männer und 4 Frauen) an 50 Wettkämpfen in zwölf Sportarten teil.
Ein Medaillengewinn gelang keinem der Athleten. Fahnenträger bei der Eröffnungsfeier war der Ruderer Hugo Aberastegui.

## Teilnehmer nach Sportarten

### Boxen
- Héctor Patri
Halbfliegengewicht: im Viertelfinale ausgeschieden

- Luis Portillo
Halbweltergewicht: im Viertelfinale ausgeschieden

- Juan Domingo Suárez
Halbschwergewicht: im Viertelfinale ausgeschieden

### Fechten
Männer
- Fernando Lúpiz
Florett: 44. Platz
Degen Mannschaft: 11. Platz
Säbel Mannschaft: 9. Platz

- Omar Vergara
Florett: 51. Platz
Degen: 34. Platz
Degen Mannschaft: 11. Platz

- Daniel Feraud
Florett: 52. Platz
Degen: 43. Platz
Degen Mannschaft: 11. Platz

- Juan Daniel Pirán
Degen: 61. Platz
Degen Mannschaft: 11. Platz

- José María Casanovas
Säbel: 40. Platz
Säbel Mannschaft: 9. Platz

- Juan Gavajda
Säbel: 42. Platz
Säbel Mannschaft: 9. Platz

- Marcelo Méndez
Säbel Mannschaft: 9. Platz

### Hockey
Männer
- 11. Platz
Julio César Cufre
Jorge Sabbione
Jorge Disera
Jorge Ruiz
Marcelo Pazos
Osvaldo Zanni
Jorge Ivorra
Luis Antonio Costa
Marcelo Garrafo
Flavio de Giacomi
Fernando Calp
Alberto Sabbione
Daniel Portugués
Alfredo Quaquarini
Gustavo Paolucci
César Raguso

### Judo
- Oscar Strático
Halbmittelgewicht: im Achtelfinale ausgeschieden

- Jorge Portelli
Halbschwergewicht: im Achtelfinale ausgeschieden
Offene Klasse: 5. Platz

### Leichtathletik
Männer
- Juan Adolfo Turri
Kugelstoßen: 21. Platz

- Tito Steiner
Zehnkampf: 22. Platz

### Radsport
- Osvaldo Benvenuti
Straßenrennen: Rennen nicht beendet
Mannschaftszeitfahren: 22. Platz

- Oswaldo Frossasco
Straßenrennen: Rennen nicht beendet
Mannschaftszeitfahren: 22. Platz

- Juan Carlos Haedo
Straßenrennen: Rennen nicht beendet
Mannschaftszeitfahren: 22. Platz

- Raúl Labbate
Straßenrennen: Rennen nicht beendet
Mannschaftszeitfahren: 22. Platz

### Reiten
- Guillermo Pellegrini
Dressur: 26. Platz

- Argentino Molinuevo
Springreiten: 18. Platz

- Roberto Tagle
Springreiten: 22. Platz

- Carlos Alfonso
Vielseitigkeit: ausgeschieden
Vielseitigkeit Mannschaft: ausgeschieden

- Rodolfo Grazzini
Vielseitigkeit: ausgeschieden
Vielseitigkeit Mannschaft: ausgeschieden

- Carlos Rawson
Vielseitigkeit: ausgeschieden
Vielseitigkeit Mannschaft: ausgeschieden

- Ángel Boyenechea
Vielseitigkeit: ausgeschieden
Vielseitigkeit Mannschaft: ausgeschieden

### Ringen
- Sergio Fiszman
Leichtgewicht, griechisch-römisch: in der 2. Runde ausschieden
Leichtgewicht, Freistil: in der 3. Runde ausschieden

- Daniel Verník
Schwergewicht, griechisch-römisch: in der 3. Runde ausschieden
Schwergewicht, Freistil: 8. Platz

- Carlos Braconi
Superschwergewicht, griechisch-römisch: in der 2. Runde ausschieden
Superschwergewicht, Freistil: in der 2. Runde ausschieden

### Rudern
- Ricardo Ibarra
Einer: 6. Platz

- Jorge Molina
Vierer ohne Steuermann: im Viertelfinale ausgeschieden

- Marcelo Gismondi
Vierer ohne Steuermann: im Viertelfinale ausgeschieden

- Juan Tuma
Vierer ohne Steuermann: im Viertelfinale ausgeschieden

- Carlos Denari
Vierer ohne Steuermann: im Viertelfinale ausgeschieden

- Hugo Aberastegui
Vierer mit Steuermann: im Viertelfinale ausgeschieden

- Gerardo Constantini
Vierer mit Steuermann: im Viertelfinale ausgeschieden

- Ignacio Ruiz
Vierer mit Steuermann: im Viertelfinale ausgeschieden

- Raúl Tettamanti
Vierer mit Steuermann: im Viertelfinale ausgeschieden

- Jorge Segurado
Vierer mit Steuermann: im Viertelfinale ausgeschieden

### Schießen
- Osvaldo Scandola
Schnellfeuerpistole 25 m: 27. Platz

- Oscar Yuston
Schnellfeuerpistole 25 m: 40. Platz

- Juan Casey
Freie Pistole 50 m: 43. Platz

- Jorge di Giandoménico
Kleinkalibergewehr Dreistellungskampf 50 m: 51. Platz

- Ricardo Rusticucci
Kleinkalibergewehr liegend 50 m: 57. Platz

- Firmo Roberti
Skeet: 11. Platz

### Schwimmen
Männer
- Conrado Porta
100 m Rücken: im Vorlauf ausgeschieden
200 m Rücken: im Vorlauf ausgeschieden

Frauen
- Rossana Juncos
100 m Freistil: im Vorlauf ausgeschieden
100 m Brust: im Vorlauf ausgeschieden
100 m Schmetterling: im Vorlauf ausgeschieden
200 m Schmetterling: im Vorlauf ausgeschieden
4-mal-100-Meter-Freistil-Staffel: im Vorlauf ausgeschieden
4-mal-100-Meter-Lagen-Staffel: im Vorlauf ausgeschieden

- Susana Coppo
100 m Freistil: im Vorlauf ausgeschieden
200 m Freistil: im Vorlauf ausgeschieden
400 m Freistil: im Vorlauf ausgeschieden
4-mal-100-Meter-Freistil-Staffel: im Vorlauf ausgeschieden
4-mal-100-Meter-Lagen-Staffel: im Vorlauf ausgeschieden

- Claudia Bellotto
100 m Rücken: im Vorlauf ausgeschieden
200 m Rücken: im Vorlauf ausgeschieden
4-mal-100-Meter-Freistil-Staffel: im Vorlauf ausgeschieden
4-mal-100-Meter-Lagen-Staffel: im Vorlauf ausgeschieden

- Patricia Spohn
200 m Brust: im Vorlauf ausgeschieden
4-mal-100-Meter-Freistil-Staffel: im Vorlauf ausgeschieden
4-mal-100-Meter-Lagen-Staffel: im Vorlauf ausgeschieden

### Segeln
- Juan Firpo
Finn-Dinghy: 23. Platz

- Andrés Robinson
Soling: 20. Platz

- Pedro Ferrero
Soling: 20. Platz

- Jorge Rão
Soling: 20. Platz